# Squadriglia eroica
Squadriglia eroica (Birds of a Feather) è un film del 1931 diretto da Burt Gillett. È un cortometraggio d'animazione della serie Sinfonie allegre, distribuito negli Stati Uniti dalla Columbia Pictures il 10 febbraio 1931. È stato distribuito in DVD col titolo Un nido di uccellini.

## Trama
In un paesaggio di campagna, una gran varietà di uccelli si muove e canta al ritmo di alcuni brani musicali. Si vedono quattro cigni che nuotano, un pavone che apre a ruota la sua coda, due uccelli del paradiso che suonano le loro code come arpe, uccelli vari (tra i quali colibrì e cucù) che cantano sui rami di un albero, un picchio che insegue un millepiedi e tre civette che si esibiscono cantando. Un corvo, dopo aver rubato un bruco a un altro uccello, lo porta ai suoi tre figlioletti, ma il bruco scappa e viene inseguito da una gallina e i suoi pulcini che a loro volta vengono assaliti da un falco. Il rapace cattura un pulcino che si era separato dal gruppo, ma il corvo raduna uno stormo che attacca il falco fino a spennarlo, facendogli cadere il pulcino e accompagnando quest'ultimo a terra sano e salvo per la gioia dei famigliari.

## Distribuzione

### Edizioni home video
Il cortometraggio fu distribuito in DVD-Video nel secondo disco della raccolta Silly Symphonies, facente parte della collana Walt Disney Treasures e uscita in America del Nord il 4 dicembre 2001 e in Italia il 22 aprile 2004.